# 何天带事件
何天带事件是指发生于2014年12月期间，广州韶关乐昌籍保姆何天带用毒杀害何老太一起刑事案件。据其本人亲口自述，在此之前，何天带于2013年6月~2014年12月期间曾以相似的手段在1年内作案达10宗左右，也就是说在这起案件之前已经杀害10名老人。因此何天带也因此成名，曾一度被封为“蛇蝎毒保姆”、“恶魔”、“恐怖保姆”的相关称号。2016年5月4日，广州市中级人民法院对保姆何天带故意杀人一案进行公开宣判，被告人何天带犯故意杀人罪，一审判处死刑，剥夺政治权利终身。

## 人物介绍
此次案件的犯人何天带，女，1970年1月9日出生于广州韶关乐昌市坪山镇关春村一个废弃的煤矿边上，小学文化学历，2003年起从事保姆的相关行业，2013年曾因盗窃被拘，2014年12月13日在广州南沙一家家政服务介绍中心上班，2014年12月16日约凌晨4时许，何天带因为贪图钱财，使用随身携带的敌敌畏、毒鼠强等毒药灌进老人食用的饭菜中，企图置于死地。2015年12月24日，何天带落网后主动承认并详细自述案发经过。2016年5月4日，广州市中级人民法院对保姆何天带故意杀人一案进行公开宣判，被告人何天带犯故意杀人罪，一审判处死刑，剥夺政治权利终身。 广州中院认为，被告人何天带故意非法剥夺他人生命，致人死亡，其行为已构成故意杀人罪。被告人何天带犯罪动机卑劣，社会危害性极大，依法应予以严惩。宣判后，被告人何天带当庭表示不上诉。